# Idaho Springs
Idaho Springs és una població dels Estats Units a l'estat de Colorado. Segons el cens del 2000 tenia 1.889 habitants.

## Demografia
Segons el cens del 2000, Idaho Springs tenia 1.889 habitants, 841 habitatges, i 485 famílies. La densitat de població era de 701,3 habitants per km².
Dels 841 habitatges en un 27,1% hi vivien nens de menys de 18 anys, en un 42,8% hi vivien parelles casades, en un 10,9% dones solteres, i en un 42,3% no eren unitats familiars. En el 33,2% dels habitatges hi vivien persones soles el 8,4% de les quals corresponia a persones de 65 anys o més que vivien soles. El nombre mitjà de persones vivint en cada habitatge era de 2,25 i el nombre mitjà de persones que vivien en cada família era de 2,87.
Per edats la població es repartia de la següent manera: un 23,1% tenia menys de 18 anys, un 9,1% entre 18 i 24, un 30,3% entre 25 i 44, un 28% de 45 a 60 i un 9,5% 65 anys o més.
L'edat mediana era de 39 anys. Per cada 100 dones de 18 o més anys hi havia 103,9 homes.
La renda mediana per habitatge era de 39.643 $ i la renda mediana per família de 48.790 $. Els homes tenien una renda mediana de 35.446 $ mentre que les dones 22.688 $. La renda per capita de la població era de 20.789 $. Entorn del 2,2% de les famílies i el 6,7% de la població estaven per davall del llindar de pobresa.

## Poblacions més properes
El següent diagrama mostra les poblacions més properes.